# Уанкойн
„Уанкойн“ (OneCoin) е измамна схема около едноименната лъжлива криптовалута, пусната в експлоатация през 2014 г. Тя е организирана от действащите от България офшорни компании „Уанкойн“ (регистрирана в Дубай) и „Уанлайф Нетуърк“ (регистрирана в Белиз), които са основани от Ружа Игнатова със съдействието на Себастиан Грийнуд. Много от ключовите личности в схемата са свързвани и преди това с подобни или различни измамни схеми или лоши бизнес практики.
„Уанкойн“ е разглеждана като схема на Понци заради своята организационна структура за разплащане с ранните инвеститори с пари, получени от следващите. Тя е и финансова пирамида, тъй като набира инвеститори без да разполага с никакъв реален продукт. „Уанкойн“ извършва измами със записи в база данни, които симулират трансакции с криптовалута, която обаче не се регистрира в реална блокова верига, нито се генерира чрез обичайния за криптовалутите процес на копаене. През 2019 година вестник „Таймс“ определя „Уанкойн“ като „една от най-големите измами в историята“.
През 2017 година властите в Съединените щати започват разледване срещу „Уанкойн“, като по техни оценки присвоените чрез схемата средства по целия свят са около 4 милиарда долара. През следващите години повечето ръководители на схемата са в неизвестност като самата Ружа Игнатова или са арестувани. Себастиан Грийнуд е арестуван през 2018 година, а братът на Игнатова Константин Игнатов – през март 2019 година. През ноември 2019 година Игнатов е осъден за измама и пране на пари на 90 години затвор, а през 2023 година Грийнуд също е осъден на 20 години затвор.